# Burg Trausnitz
Die Burg Trausnitz ist eine Burg oberhalb der Altstadt der niederbayerischen Bezirkshauptstadt Landshut, in der Gemarkung Berg ob Landshut. Die Burg wurde zusammen mit der ehemaligen Gemeinde Berg ob Landshut 1928 nach Landshut eingemeindet. Die Anlage ist unter der Aktennummer D-2-61-000-563 als Baudenkmal verzeichnet. „Untertägige mittelalterliche und neuzeitliche Befunde im Bereich der Burg Trausnitz“ werden zudem als Bodendenkmal unter der Aktennummer D-2-7438-0330 geführt.

## Lage
Die Sporn- bzw. Höhenburg befindet sich im Zentrum des Unterbayerischen Hügellandes auf einer Höhe von über 500 m ü. NN, am höchsten Punkt, dem Sporn eines Steilhanges, der Hofberg genannt wird. Die Hochebene direkt über der Stadt Landshut und der Isar gehört zur Gemarkung Berg ob Landshut. Die Burg liegt umgeben von Wäldern, östlich der Burg schließt sich der Hofgarten an. Dieser Park war ehemals der Schlosspark der Burg und wurde 1837 der Bevölkerung Landshuts als öffentlicher Park zugänglich gemacht. Der im Nordosten angrenzende Herzogsgarten wurde 1784 von Friedrich Ludwig von Sckell und seinem Bruder Matthias im klassizistischen Stil neu gestaltet.

## Geschichte

### Vorgeschichte
Bei Ausgrabungen auf dem Gelände der Burg von November 2001 bis April 2002 konnten zwei ältere Befestigungen nachgewiesen werden. Es fanden sich auch wenige Keramikscherben, wahrscheinlich aus der Urnenfelderkultur. Es wird deshalb angenommen, dass die erste Wehranlage schon in der Urgeschichte entstanden ist.
Funde von Keramikscherben aus dem 9./10. Jahrhundert datieren die Entstehung der zweiten Burganlage in die Zeit des Frühmittelalters. Wahrscheinlich bestanden diese Anlagen aus Holz, es ist jedoch nicht auszuschließen, dass bereits eine steinerne Befestigungsmauer vorhanden war.

### Die Gründungsjahre

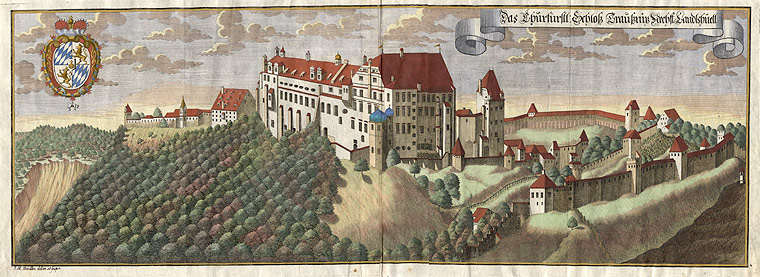
Michael Wening Burg Trausnitz

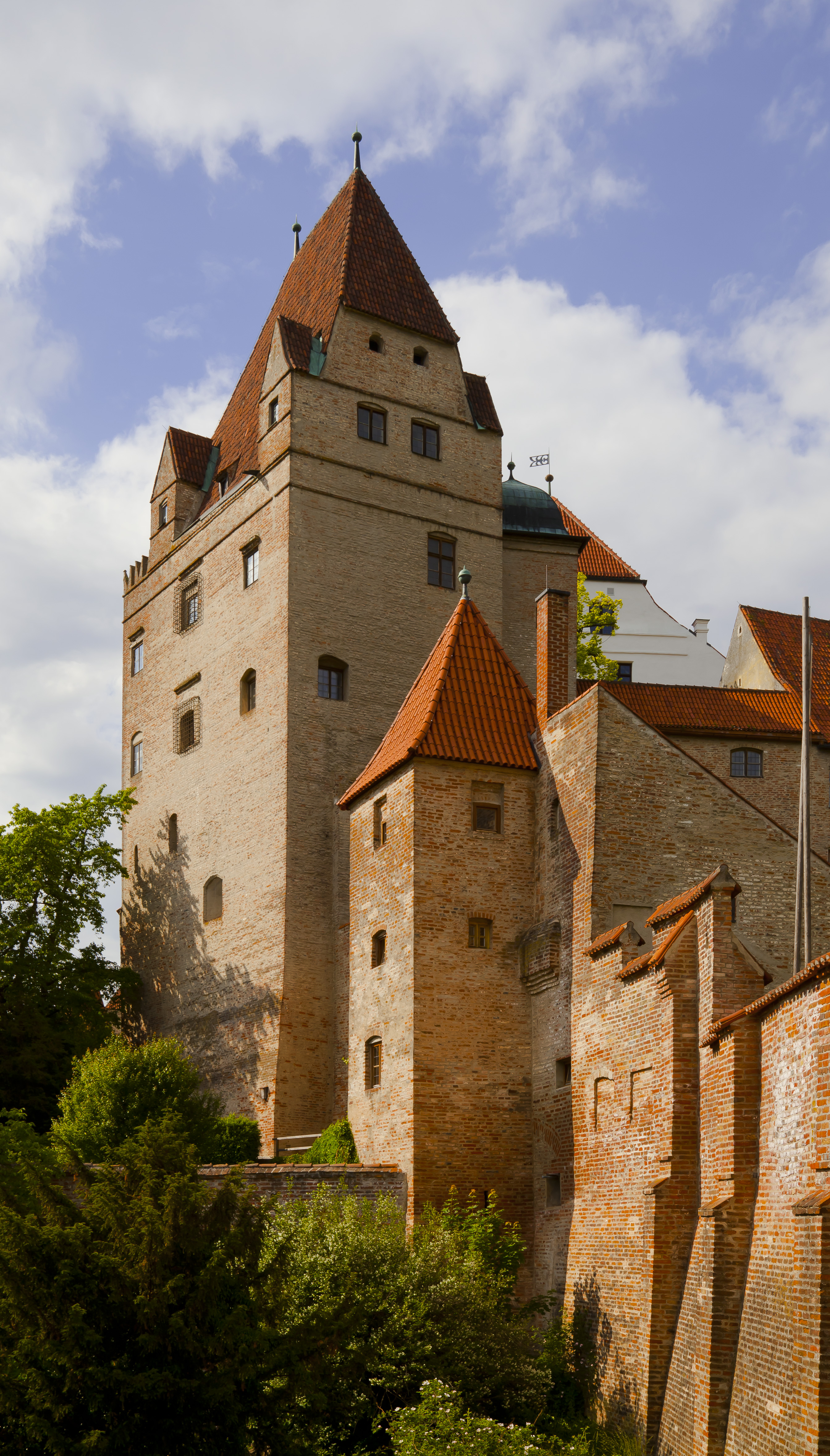
Blick auf den Wittelsbacher Turm

Ein Teil der heutigen Burganlage wurde bereits vor der Stadtgründung Landshuts erbaut und etwa um das Jahr 1150 als Landeshuata (Landeshut = Hut und Schutz des Landes) erwähnt. Hierbei handelt es sich insbesondere um einen hölzernen Wachturm aus dem 12. Jahrhundert, der später der Namensgebung der neu gegründeten Stadt diente.
Die heutige Burg stammt in ihren ältesten Teilen aus dem Jahr 1204, als Herzog Ludwig der Kelheimer die Stadt Landshut gründete. Das genaue Jahr der Gründung der Burg ist aufgrund der Annalen des Abtes Hermann von Niederaltaich bekannt, in denen es auf Lateinisch heißt: „Lvdwicus dux Bawariae castrum et oppidum in Lantshvt construere cepit“ (Ludwig, der Herzog Bayerns, begann, eine Burg und eine Ortschaft in Landshut zu bauen). Ludwig verlegte seinen Hauptsitz nach Landshut, nachdem Ende des 12. Jahrhunderts seine Burg Wartenberg abgebrannt war. Ihm folgte sein Sohn Otto II. (1206–1253) der Erlauchte. Um 1227 wurde auf der Burg Elisabeth von Bayern, Tochter von Otto II. und spätere Königin des Heiligen Römischen Reiches, Sizilien und Jerusalem, geboren. 1235 war die Burg weitgehend fertiggestellt, als Kaiser Friedrich II. Gast in Landshut war. In dieser Zeit wurde die Burg zu einem Zentrum der Reichspolitik und der staufischen Kultur. Unter anderem waren Minnesänger, wie Tannhäuser und Walther von der Vogelweide, Gäste auf der Burg. Für die Ausstattung und Skulpturen der Burg wurde eigens ein Bildhauer aus Straßburg geholt.
Nach dem Tod Ottos II. entstanden 1255 in der Erbteilung zwischen seinen Söhnen das Herzogtum Niederbayern und das Herzogtum Oberbayern mit der Pfalz. Landshut und die Trausnitz wurden zur Residenz Niederbayerns, Nebenresidenzen waren das Schloss Straubing und die Burg zu Burghausen.

### Blütezeit als bayerischer Herzogshof

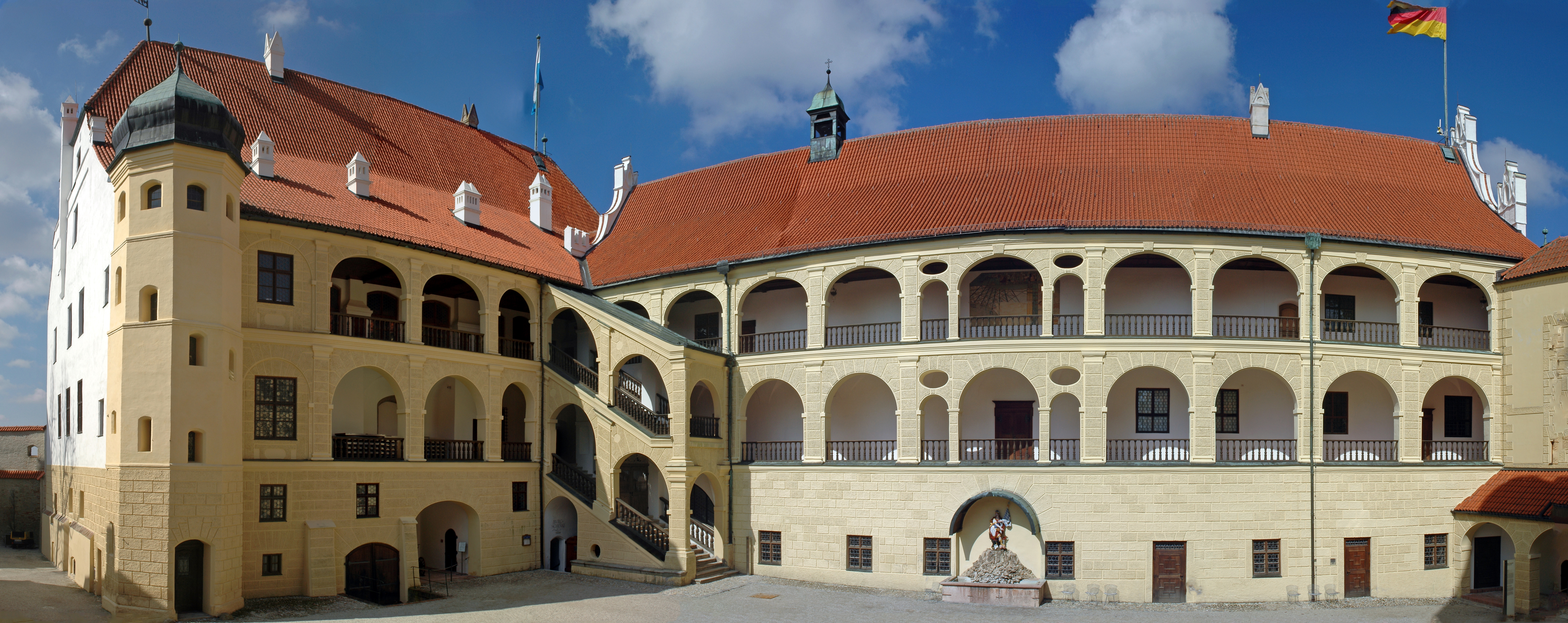
Burg Trausnitz, Panorama des Innenhofs

Im 15. Jahrhundert ließen die sogenannten reichen Herzöge von Bayern-Landshut, Ludwig IX. und Georg der Reiche, die Burg erweitern. Es entstanden erhöhte Ringmauern, die neue Dürnitz und die Wehrtürme.
Im 16. Jahrhundert wurde die Burg Landeshuata dann in Burg Trausnitz (Traus nitz = Trau dich nicht) umbenannt und war bis 1503 fast durchgehend Herzogssitz der (nieder-)bayerischen Wittelsbacher. Ab 1516 ließ Herzog Ludwig X. Burg Trausnitz in einen Renaissancepalast umbauen. Jedoch ist nur noch wenig aus dieser Zeit erhalten. Anhand eines Stadtmodelles von 1572, das der Kunstschreiner Jakob Sandtner aus Straubing für Albrecht V. anfertigte, der bis zu seinem Regierungsantritt mit seiner Frau Anna auf der Burg lebte, kann man erkennen, dass in jener Zeit der äußere Burghof sehr eng mit Wirtschaftsgebäuden bebaut war, von denen heute nur noch Hofstall- und Kellereigebäude vorhanden sind. Bis 1573 wirkte Hans Donauer der Ältere an den Fresken im Rittersaal mit.
Eine weitere kulturelle Blüte erlebte die Burg durch Wilhelm V., der von 1568 bis 1579 während seiner Erbprinzenzeit zahlreiche bedeutende Musiker, Künstler und Komödianten an seinen Hof holte. 1573 ließ er das erste bayerische Hofbräuhaus auf der Burg errichten und bis 1590 Braunbier brauen, gab aber schon am 27. September 1589 den Bau des Münchner Hofbräuhauses zur Versorgung des Wittelsbacher Hofs und dessen Bediensteten in Auftrag. 1568 bis 1578 wurde die Anlage für Herzog Wilhelm V. durch Friedrich Sustris in ein Schloss mit Laubenhof und dreigeschossigen Hofarkaden umgebaut. Die damals entstandenen Wandgemälde im Stile des florentinischen Manierismus sind größtenteils beim Brand von 1961 zerstört worden.

### Die Neuzeit

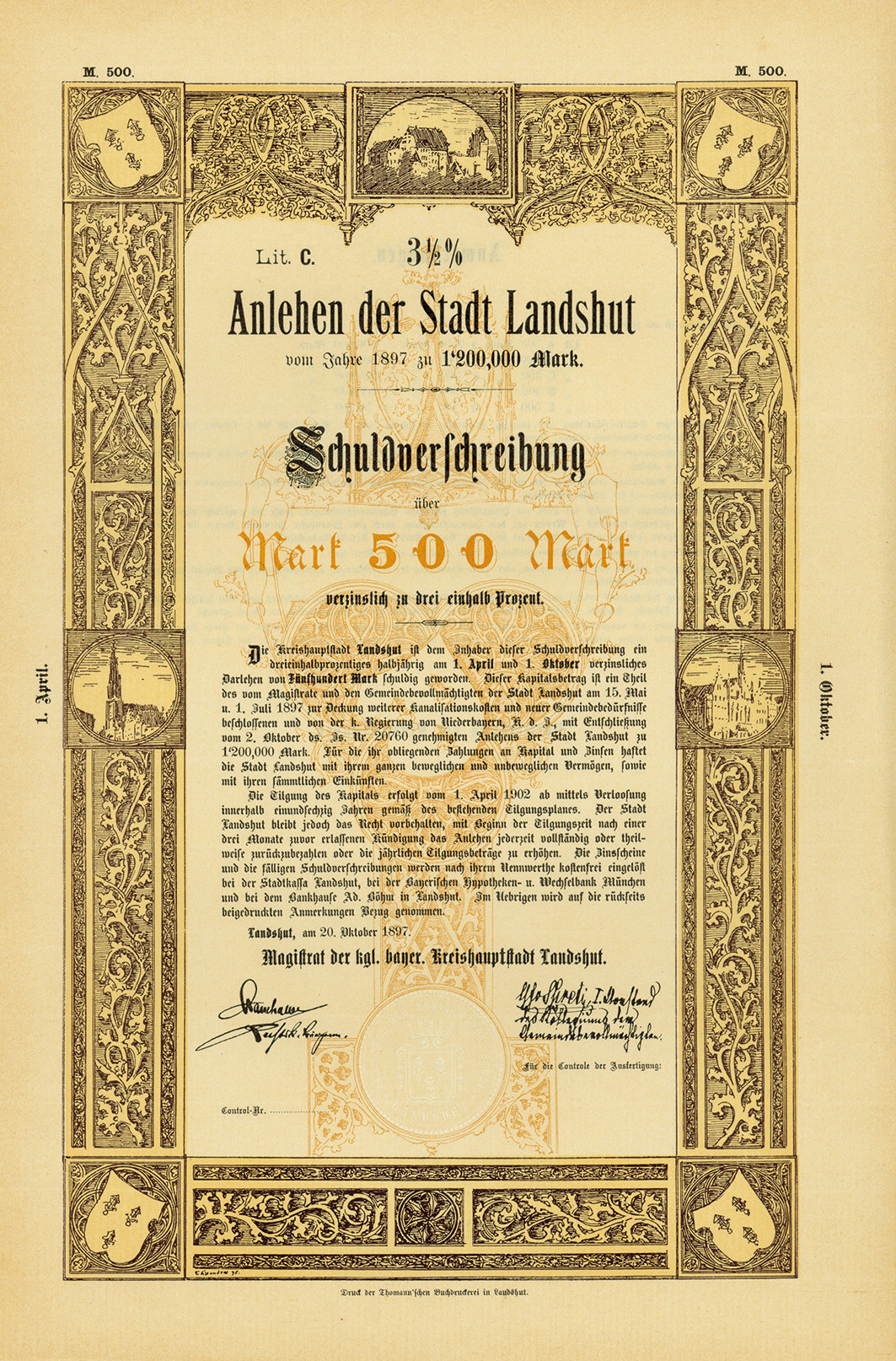
Kleine Darstellung der Burg Trausnitz auf einer Schuldverschreibung der Stadt Landshut von 1897

Während des Dreißigjährigen Krieges wurden am 22. Juli 1634 die Stadt Landshut und die Burg von den Schweden belagert. Im Ostteil der Burganlage wurde eine große Bresche in die Burgmauer geschossen, durch die sich die Schweden Zugang verschaffen konnten. Das an dieser Stelle befindliche Tor heißt wegen dieses Vorfalls noch heute Schwedentor.
Von 1675 bis 1679 ließ Kurfürst Ferdinand Maria die heute zerstörten Malereien erweitern.
Im 18. Jahrhundert reichten die Räumlichkeiten der Burg dem barocken Zeitgeschmack der Kurfürsten nicht mehr aus. In dieser Zeit diente Burg Trausnitz unter anderem als Kaserne und Gefängnis für adelige Gefangene. Eine Wollzeug- und Seidenmanufaktur wurde 1762 eingerichtet, war aber nur wenige Jahre in Betrieb. Seit dieser Zeit befand sich auch in den Räumen der Burg die kurfürstliche Rentamtsregistratur, daraus entwickelte sich das bis 2016 auf der Trausnitz existierende Staatsarchiv für Niederbayern.
Im beginnenden 19. Jahrhundert diente die Burg dann wieder als Kaserne und Lazarett, bis schließlich ab 1831 ein Cholerahospital auf der Burg entstand. König Ludwig II. ließ sich von 1869 bis 1873 im zweiten Obergeschoss des Fürstenbaues prächtige Räume im Stil der Neorenaissance einrichten. Das Inventar wurde von Anton Pössenbacher geschaffen. Joseph Knabl schuf für die Georgskapelle eine Marienfigur mit dem Jesuskind als Patrona Bavariae sowie dem davor knienden König Ludwig II. als Großprior des St.-Georgs-Ordens.
Am 18. November 1901 starb auf der Burg Josef Edmund Jörg, ein bayerischer Politiker, Historiker, Publizist und Archivar, der sein Leben lang seit der Regierungsübernahme Ludwigs II. das niederbayerische Staatsarchiv verwaltete und ordnete, was ihm später den Spottnamen Einsiedler auf der Trausnitz einbrachte. Ab 1924 war Rudolf Esterer als leitender Architekt der Bayerischen Verwaltung der staatlichen Schlösser, Gärten und Seen für die Restaurierung der Burg verantwortlich. Die Burg gehörte bis 1928 zur Gemeinde Berg ob Landshut und wurde dann als Teil dieser nach Landshut eingemeindet. Der Gemeindeteilname wurde 1961 offiziell aufgehoben (Entschließung der Regierung von Niederbayern, vom 28. März 1961 – Nr. II/4 – 4055 L 1).
Im Jahr 2009 kamen 62.400 Besucher, ein Zuwachs um 25 %.

## Anlage

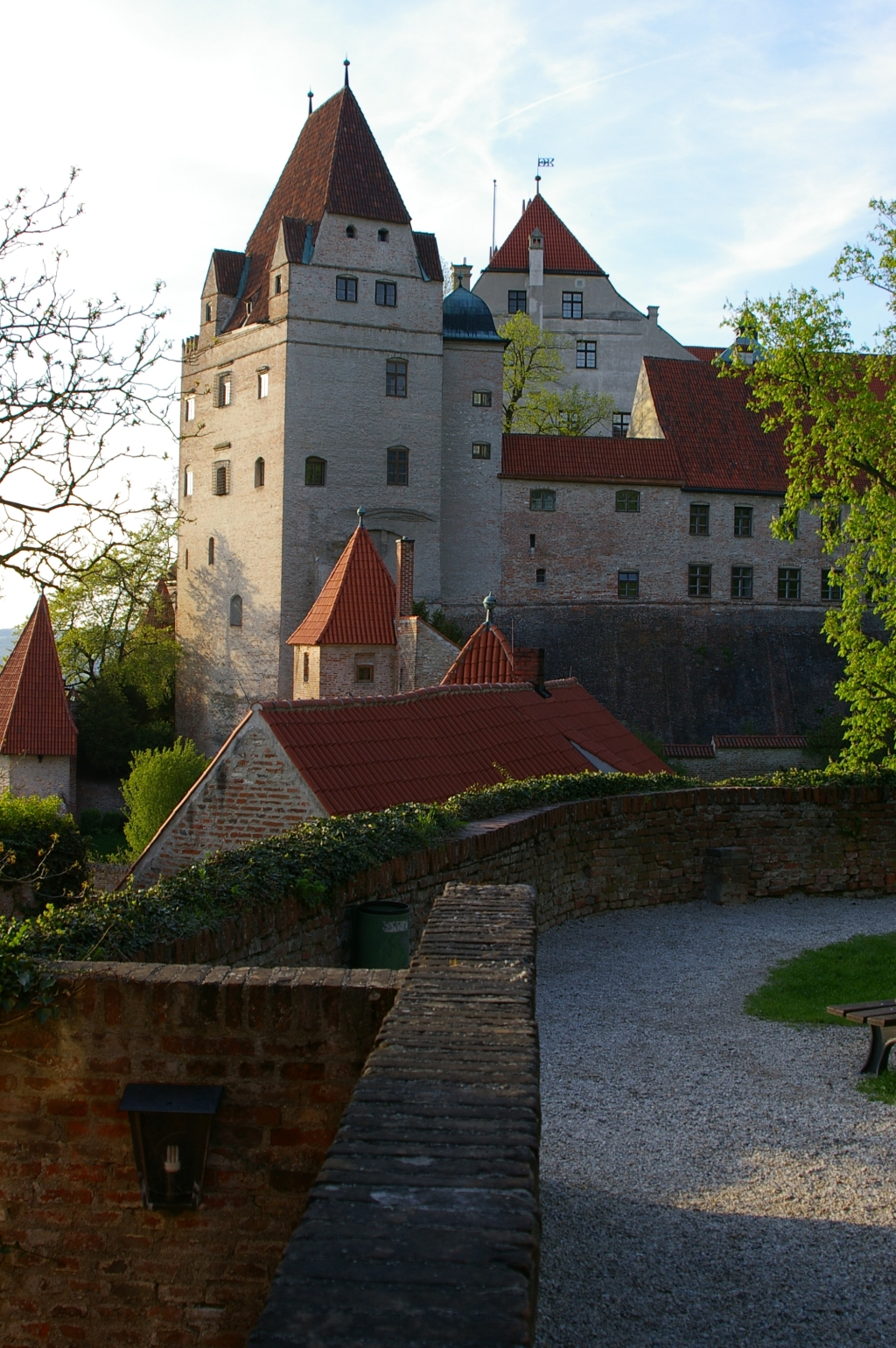
Blick auf das Hauptgebäude von Richtung Süden

Am Südwestrand des Berges befindet sich die Hauptburg. Der Hof wird vom so genannten Pfaffenstöckl und dem Doppelturmtor, das später baulich verändert wurde, dem Schlosspflegerhaus, dem Bergfried, der Wittelsbacher Turm genannt wird, dem Fürstenbau, dem ehemaligen Palas, dem italienischen Anbau, der Kapelle, dem Dürnitzbau, dem Söller und Damenstock umgrenzt. Im Süden und Südwesten erstreckt sich ein Zwinger mit Türmen. Die Vorburg mit dem Hofstallgebäude und dem Kellereigebäude ist im Osten vorgelagert. Im Südosten der Vorburg ist ein Torzwinger, der früher vier Burgtore aufwies.
Die mittelalterlichen Befestigungen sind größtenteils erhalten geblieben. Der älteste Bestand der Hauptburg aus der Zeit von 1204 bis um 1230/40 ist im Stil der so genannten Zisterziensergotik errichtet. Der Baubestand dieser Epoche umfasst die Ringmauer, den Bergfried, den Palas, die spätromanische Georgskapelle, die zu den wichtigsten Beispielen der Plastik des 13. Jahrhunderts im bayerischen Raum gehört, die 245 m² große und zweischiffig gegliederte Alte Dürnitz und das Doppelturmtor, die alle später mehrfach überformt wurden.
Ab dem 15. Jahrhundert erfolgte an den Kernbauten ein Großausbau. Es entstand die Kleine Dürnitz und über der Alten Dürnitz der ca. 240 m² große, durch zwei Geschosse gehende Weiße Saal, der als großer Festsaal gedacht war, aber wahrscheinlich nie ganz fertiggestellt wurde, da die damals üblichen Wandmalereien fehlen. 1456 und 1458 wurde auch an den Außenbefestigungen gebaut. 1494 bekam die Burg einen neuen Bergfried.
Unter Herzog Ludwig X. erfolgte zwischen 1516 und 1545 zu Repräsentationszwecken ein umfangreicher Innenausbau.
Ab 1575 wurde die Trausnitz unter Prinz Wilhelm zu einem Burgschloss im Stil der italienischen Renaissance umgebaut, die Fassaden der Galeriegeschosse des Innenhofs mit weitgespannten Arkaden versehen und das durchgehend verwendete Fugenmauerwerk mit flachen Pilastern strukturiert. Für den Entwurf und die Leitung dieser Arbeiten beauftragte Wilhelm V. den deutsch-niederländischen Maler Friedrich Sustris, der vorher in Augsburg für die Fugger gearbeitet hatte und vorher eine breite Ausbildung am Hof des Großherzogs der Toskana in Florenz erhalten hatte.
Sustris ließ den Dürnitzbau mit einer dreigeschossigen Fassade verblenden und in den oberen Stockwerken offene Galerien anlegen. Dieses Konzept übernahm er auch bei der Neuerrichtung des Fürstenbaus, einem kürzeren Flügel der Burg, der sich im Südteil anschließt. Zwischen den beiden Fassaden ließ er im Burghof eine Treppe errichten, die ebenfalls durch Arkaden geöffnet ist.
An der Westseite des Fürstenbaues wurde ein rechteckiger Anbau, der sogenannte Italienische Anbau errichtet, der eine Treppe und in jedem Geschoss ein Kabinett mit einem kassettierten und ausgemalten Gewölbe im Stil der italienischen Renaissance aufnimmt. Die Treppenwände des schneckenförmig verlaufenden Treppenschachts hat Alessandro Scalzi, gen. Paduano nach Entwürfen von Friedrich Sustris etwa zwischen 1575 und 1579 in Freskotechnik bemalt und mit lebensgroßen Figuren aus der Commedia dell’arte geschmückt. Sie wird nach den komödiantischen Darstellungen auch als Narrentreppe bezeichnet.

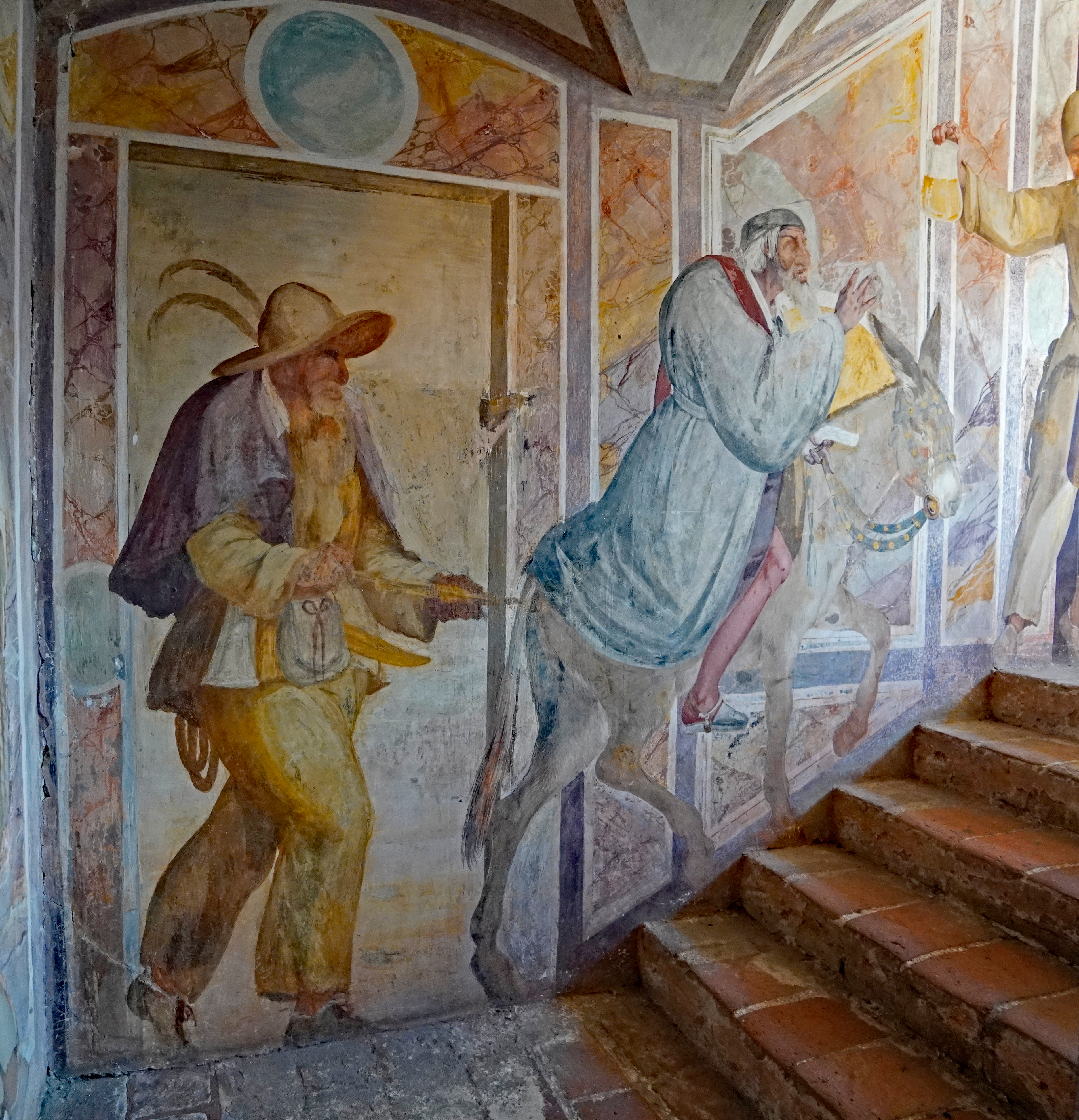
Burg Trausnitz, Narrentreppe

Auch der bereits 1493 genannte Söller wurde in seine endgültige Form mit Rundbogenarkaden gebracht. Die Decke wurde mit gedrechselten Rosetten verziert, an der Ostseite ein kleiner Treppenturm erbaut und an der Südseite ein Musikpodium gemauert.
Im Dreißigjährigen Krieg wurde wegen der Angriffe der Schweden auf Landshut und die Burg die Außenmauern und -befestigungen verstärkt. Im Zuge der Erstürmung der Burg am 22. Juli 1634 wurde ein Großteil der Wirtschaftsgebäude in der Vorburg derart beschädigt, dass sie danach abgebrochen werden mussten. Ein Wiederaufbau erfolgte nicht. An Stelle dieser Gebäude befindet sich heute die Schwedenwiese.
Am 21. Oktober 1961 brannte der Fürstenbau aus. Dem Brand sind fast alle Wandmalereien, die Möbel und Ausstattung des Palas zum Opfer gefallen, sowie die prunkvollen Räumlichkeiten, die König Ludwig II. einrichten ließ. Als Brandursache gab die Untersuchungskommission einen Tauchsieder an, den eine Reinigungskraft auszuschalten vergessen hatte. Erhalten geblieben sind die Narrentreppe im italienischen Anbau und die Georgskapelle. Im wiederaufgebauten Fürstenbau der Burg befand sich bis 2016 das Staatsarchiv Landshut.
Ende 2011 wurde ein Raum der Wohnung Ludwigs II. teilweise wieder mit originalen Möbeln, die bis dahin im Depot in Herrenchiemsee verwahrt worden waren, ausgestattet und der Öffentlichkeit zugänglich gemacht.
Von der Altstadt aus führt zum äußeren Burghof die so genannte Fürstentreppe herauf, im Volksmund auch Ochsenklavier genannt. Dies ist ein Weg aus Backsteinen mit gemauerten Querstreben, der gebaut wurde, damit Pferde den Berg hinaufgehen konnten.
Im restaurierten Damenstock ist seit September 2004 die „Kunst- und Wunderkammer Burg Trausnitz“ als neues Zweigmuseum des Bayerischen Nationalmuseums zu sehen. In rekonstruierter Form zeigt sie die Sammlung von Herzog Albrecht V., die sich ursprünglich in München im zweiten Stock des Marstallgebäudes befand und vor allem Repräsentationszwecken diente.

## Filme
1953 entstand auf dem Burggelände der Märchenfilm Die goldene Gans, welcher somit das Anwesen noch vor der teilweisen Brandzerstörung zeigt. Teile des vierteiligen Fernsehfilms Wallenstein wurden 1978 in den Räumen der Burg Trausnitz gedreht. Im selben Jahr wurde die 40. Folge der Krimireihe Derrick („Der Fotograf“) zum Teil hier gedreht. Im Jahr 2008 war die Burg der Drehort für den Film 1½ Ritter – Auf der Suche nach der hinreißenden Herzelinde.